# MARK IS 静岡
MARK IS 静岡（マークイズしずおか）は、静岡市葵区柚木（ゆのき）にある、三菱地所の大型商業施設である。

## 概要
三菱地所グループの商業施設基幹ブランド「MARK IS」の1号店となる施設で、2013年（平成25年）4月12日に開業。JR東海道線東静岡駅北側にある、相川鉄工の旧本社工場跡地に建設された。商業施設面積は約36,000m2となっており、開業時点では静岡市内で最も大きな商業施設である。施設の形態としては148店舗からなる複合施設で、そのうち56店は県内初出店となる。コンセプトは「ヒト・モノ・コトが集まる静岡の新しいランドマーク」。
開業当初は、年間売上高を180億円、来客者数を1千万人とする目標を掲げていたが、他の商業施設との競争激化から「当初目標に比べ、厳しい状況」であるとし、2013年（平成25年）11月9日から駐車場の無料時間を拡大することとなった。
2015年（平成27年）2月には、外構や壁面緑化によりヒートアイランド対策を施していることなどが評価され、日本政策投資銀行（DBJ）の「DBJ Green Building認証」において五段階のうち二番目のランク（四つ星）となる「極めて優れた『環境・社会への配慮』がなされたビル」の認証が付与された。

## 歴史
- 2008年（平成20年）6月26日 - 三菱地所が静岡市葵区柚木（東静岡地区新都市拠点整備事業15街区）において、地権者である相川鉄工（相川グループ）と共同で商業施設の開発を進めることを発表する。この時点では2011年度（2012年春）の竣工を目指していた[4]。
- 2010年（平成22年）
  - 7月5日 - 三菱地所が地元説明会にて、シネマコンプレックスの出店断念に伴い、商業施設面積を43,000m2から36,000m2に減らした上で、予定通り2012年春の開業を表明[5]。
  - 7月6日 - 静岡市議会にて東静岡大型商業施設に対する市議会議員の決議が出される[6]。
- 2011年（平成23年）
  - 7月14日 - 駅前における区画整理の遅れなどの理由で開業が2013年春へ1年ずれ込むことがわかる[7][8]。
  - 9月8日 - 三菱地所が静岡市に商業施設の新設を申請する。事業計画が変更され、商業施設の新設時期が2013年4月に設定される[9]。
  - 12月8日 - 施工者を前田建設工業に決定[10]。
  - 12月19日 - 起工式を行い[11]、翌年1月5日着工を発表[12]。
- 2012年（平成24年）
  - 7月9日 - 相川鉄工が株式会社相川トレーディングを設立[13]。
  - 12月10日 - 三菱地所グループが展開する商業施設のブランド名がMARK ISに決定[14]。
- 2013年（平成25年）
  - 2月8日 - 開業日と入居テナント名が発表される[15]。
  - 3月27日 - 竣工式。
  - 4月10日 - 静岡市の定例記者会見にて、近接する東静岡南北幹線の開通が7月上旬にずれ込むことが明らかになる[16]。
  - 4月11日 - プレオープン。
  - 4月12日 - 9時30分にオープニングセレモニーを開催。9時40分に開店。
  - 7月1日 - 東静岡南北幹線が開通。
- 2023年（令和5年）- 10周年記念により大型リニューアルオープン、及び記念式典開催。

## 入居テナント・設備

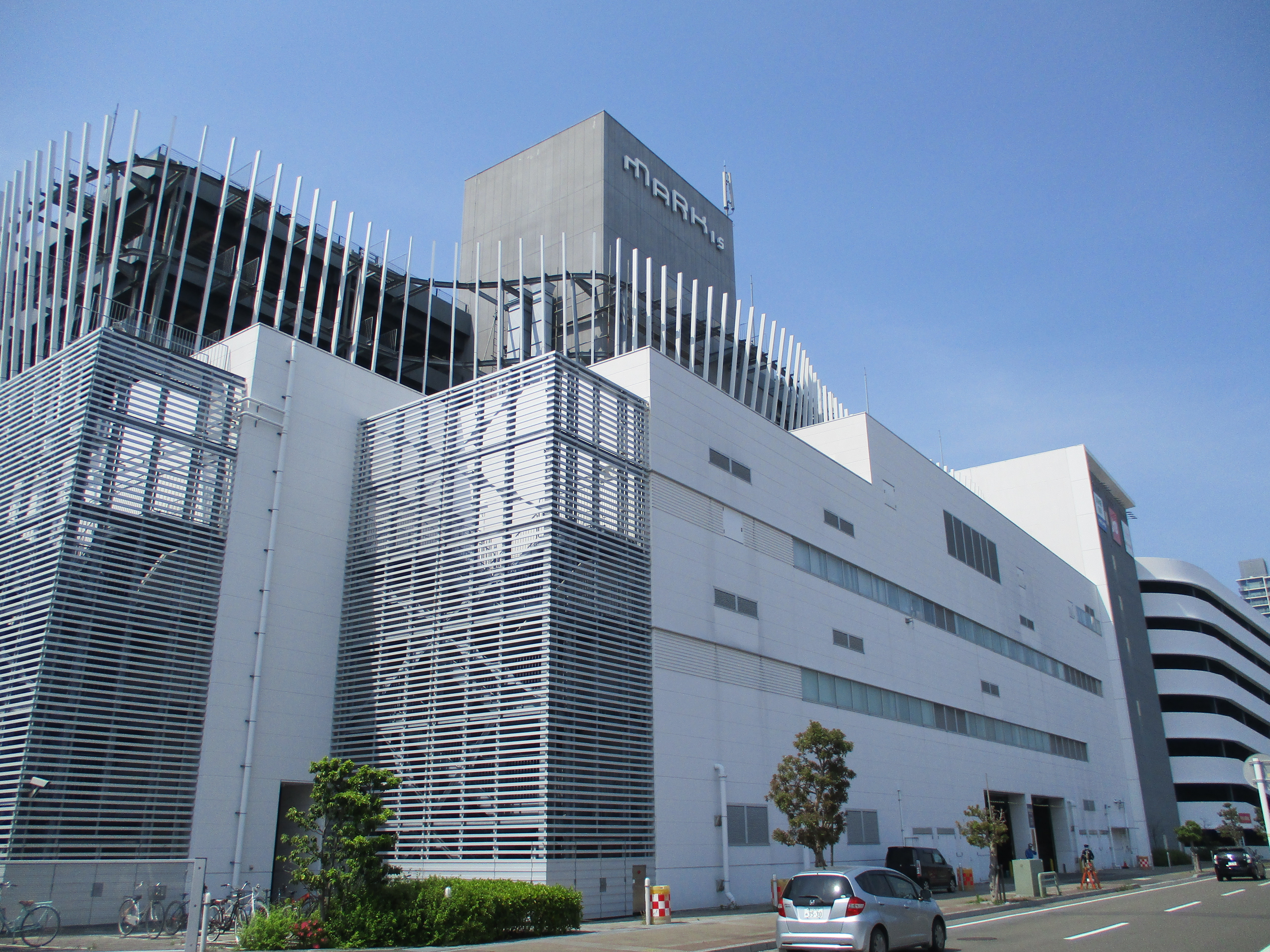
南側
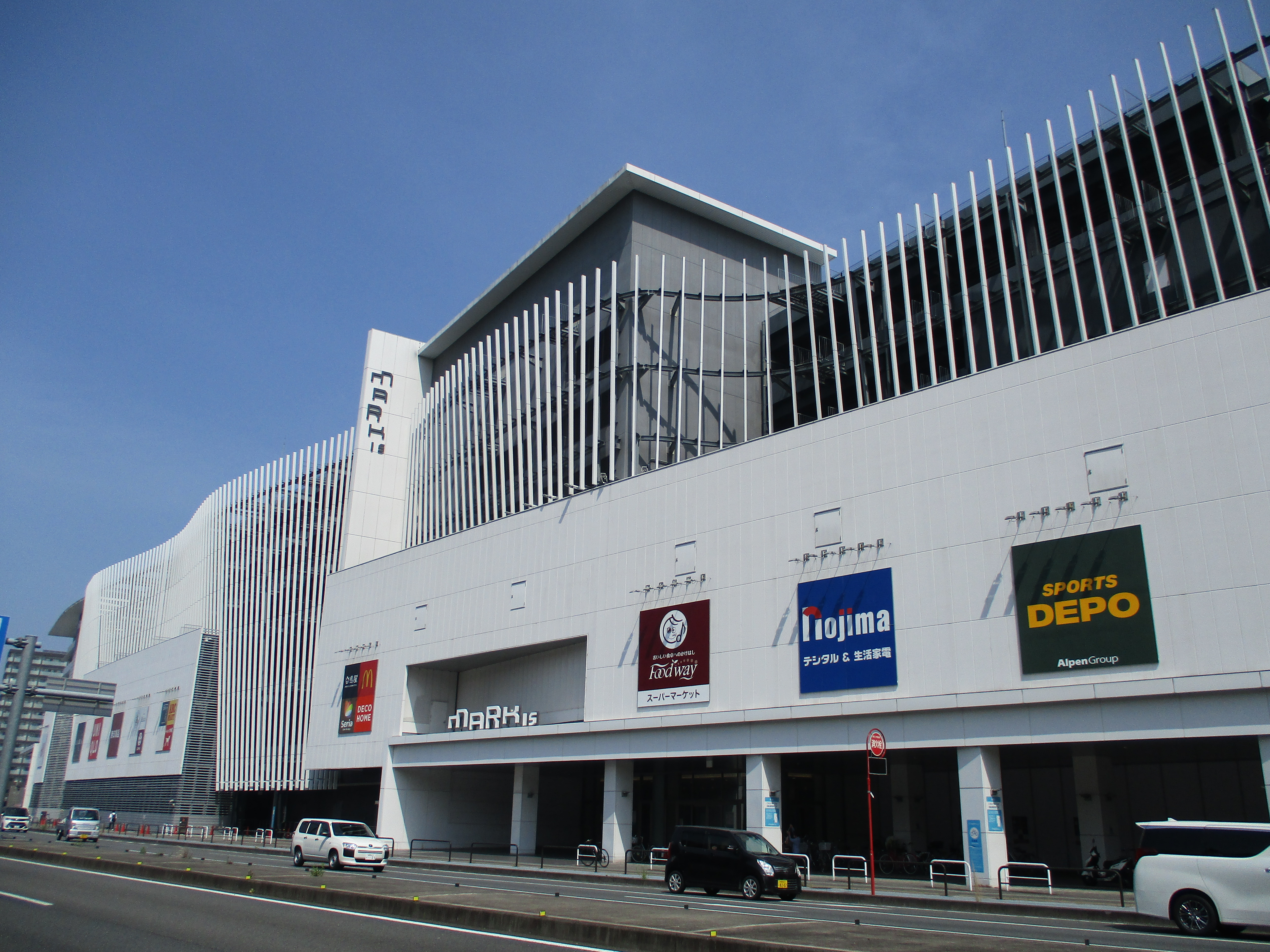
西側

| 階  | フロアの特徴         | ファッション | ファッション雑貨 | 雑貨 | 飲食 | 食物販 | サービス・その他 | 計  |
| --- | -------------------- | ------------ | ---------------- | ---- | ---- | ------ | ---------------- | --- |
| 1階 | トレンドフロア       | 18           | 10               | 6    | 2    | 15     | 4                | 55  |
| 2階 | スタイリッシュフロア | 21           | 9                | 4    | 0    | 0      | 8                | 42  |
| 3階 | ワンダリングフロア   | 12           | 4                | 8    | 18   | 0      | 9                | 51  |
| 計  | 4〜6階は駐車場       | 51           | 23               | 18   | 20   | 15     | 21               | 148 |

- ATM
  - 静岡銀行
  - 清水銀行
  - 静岡中央銀行（CS SHOP内に設置）
  - 静岡県労働金庫

- 南側
- 西側

## アクセス
- 自家用車 - 国道1号線沿線(JR静岡駅から東へ3km)(東名静岡インターから車で約15分、東名日本平久能山SICから車で10分)
- 公共交通機関
  - JR東海道線 - 東静岡駅北口徒歩3分。
  - 静岡鉄道静岡清水線 - 柚木駅徒歩4分。長沼駅徒歩5分。

## 近隣商業施設
- パルシェ
- 新静岡セノバ
- けやきプラザ
- 松坂屋静岡店
- 静岡パルコ
- 静岡モディ
- 静岡伊勢丹
- セントラルスクエア静岡